# Gran Premio motociclistico del Brasile 1988
Il Gran Premio motociclistico del Brasile è stato il quindicesimo e ultimo appuntamento della stagione 1988. Si disputò il 17 settembre 1988 presso Autódromo Internacional de Goiânia di Goiânia e vide vincere: Eddie Lawson nella classe 500 e Dominique Sarron nella classe 250.
Sito Pons è campione del mondo 250.

## Classe 500

### Arrivati al traguardo
| Pos | Pilota                       | Moto   | Giri | Tempo     | Griglia | Punti |
| --- | ---------------------------- | ------ | ---- | --------- | ------- | ----- |
| 1   | Eddie Lawson                 | Yamaha | 32   | 47:06.320 | 2       | 20    |
| 2   | Wayne Gardner                | Honda  | 32   | +13.360   | 1       | 17    |
| 3   | Kevin Schwantz               | Suzuki | 32   | +21.35    | 3       | 15    |
| 4   | Niall Mackenzie              | Honda  | 32   | +24.120   | 10      | 13    |
| 5   | Christian Sarron             | Yamaha | 32   | +24.240   | 4       | 11    |
| 6   | Kevin Magee                  | Yamaha | 32   | +24.280   | 7       | 10    |
| 7   | Pierfrancesco Chili          | Honda  | 32   | +1:13.100 | 5       | 9     |
| 8   | Robert McElnea               | Suzuki | 32   | +1:14.850 | 12      | 8     |
| 9   | Didier de Radiguès           | Yamaha | 32   | +1:23.300 | 9       | 7     |
| 10  | Patrick Igoa                 | Yamaha | 31   | +1 giro   | 14      | 6     |
| 11  | Fabio Barchitta              | Honda  | 31   | +1 giro   | 15      | 5     |
| 12  | Fernando González de Nicolás | Honda  | 29   | +3 giri   | 20      | 4     |
| 13  | Donnie McLeod                | Honda  | 26   | +6 giri   | 19      | 3     |

### Ritirati
| Pilota            | Moto      | Giri | Motivo ritiro | Griglia |
| ----------------- | --------- | ---- | ------------- | ------- |
| Wayne Rainey      | Yamaha    | 24   |               | 6       |
| Ron Haslam        | Elf-Honda | 19   |               | 11      |
| Bruno Kneubühler  | Honda     | 17   |               | 18      |
| Randy Mamola      | Cagiva    | 14   | Caduta        | 8       |
| Alessandro Valesi | Honda     | 8    |               | 17      |
| Roger Burnett     | Honda     | 3    |               | 13      |
| Marco Gentile     | Fior      | 1    |               | 16      |

## Classe 250

### Arrivati al traguardo
| Pos | Pilota               | Moto       | Tempo     | Griglia | Punti |
| --- | -------------------- | ---------- | --------- | ------- | ----- |
| 1   | Dominique Sarron     | Honda      | 41:04.390 | 1       | 20    |
| 2   | Carlos Lavado        | Yamaha     | +5.320    | 3       | 17    |
| 3   | Sito Pons            | Honda      | +11.380   | 2       | 15    |
| 4   | Reinhold Roth        | Honda      | +11.640   | 9       | 13    |
| 5   | Juan Garriga         | Yamaha     | +16.680   | 5       | 11    |
| 6   | Helmut Bradl         | Honda      | +18.340   | 13      | 10    |
| 7   | Carlos Cardús        | Honda      | +20.040   | 6       | 9     |
| 8   | Jean-Philippe Ruggia | Yamaha     | +20.660   | 8       | 8     |
| 9   | Masahiro Shimizu     | Honda      | +30.460   | 14      | 7     |
| 10  | Jacques Cornu        | Honda      | +38.860   | 22      | 6     |
| 11  | Manfred Herweh       | Yamaha     | +1:01.470 | 16      | 5     |
| 12  | August Auinger       | Aprilia    | +1:01.640 | 17      | 4     |
| 13  | Harald Eckl          | Aprilia    | +1:01.790 | 15      | 3     |
| 14  | Stefano Caracchi     | Honda      | +1:01.940 | 24      | 2     |
| 15  | Donnie McLeod        | EMC-Rotax  | +1:09.030 | 21      | 1     |
| 16  | Urs Luzi             | Honda      | +1:15.600 | 26      |       |
| 17  | Luis Lavado          | Yamaha     | +1:17.520 | 19      |       |
| 18  | Hans Becker          | Yamaha     | +1:34.120 | 25      |       |
| 19  | Guy Bertin           | Yamaha     | +1 giro   | 23      |       |
| 20  | Jean Foray           | Yamaha     | +1 giro   | 18      |       |
| 21  | Alberto Puig         | Honda      | +1 giro   | 28      |       |
| 22  | Jean-François Baldé  | Defi-Rotax | +1 giro   | 27      |       |
| 23  | Eduardo Aleman       | Yamaha     | +1 giro   | 31      |       |
| 24  | Sergio Granton       | Yamaha     | +2 giri   | 34      |       |
| 25  | Ricardo Blanco       | Yamaha     | +3 giri   | 33      |       |

### Ritirati
| Pilota               | Moto    | Motivo | Griglia |
| -------------------- | ------- | ------ | ------- |
| Loris Reggiani       | Aprilia |        | 10      |
| Alex Barros          | Fior    |        | 29      |
| Jean-Michel Mattioli | Yamaha  |        | 22      |
| Luca Cadalora        | Yamaha  |        | 4       |
| Thierry Rapicault    | Yamaha  |        | 32      |
| Jochen Schmid        | Honda   |        | 7       |
| Eduardo Amen         | Yamaha  |        | 35      |
| Ivan Troisi          | Yamaha  |        | 30      |
| Martin Wimmer        | Yamaha  |        | 11      |
| Bruno Casanova       | Aprilia |        | 20      |

### Non qualificati
| Pilota              | Moto   |
| ------------------- | ------ |
| Francisco Incorvaia | Yamaha |
| Paul Piloni         | Cabas  |
| Alfredo Rios        | Yamaha |